# Музей сучасного мистецтва Джексонвіля
Музей сучасного мистецтва Джексонвіля (The Museum of Contemporary Art Jacksonville; MOCA Jacksonville), є музеєм сучасного мистецтва у Джексонвілі на Флориді, що є культурною установою університету Північної Флориди. Один з найбільших закладів сучасного мистецтва на південному сході США, він пропонує виставки міжнародних, національних та регіональних художників.

## Історія
Музей сучасного мистецтва Джексонвіля було засновано у 1924 році як Джексонвільське суспільство витончених мистецтв. У 1948 році суспільство перетворено на Джексонвільський мистецький музей, а 1978 року він став першою установою в Джексонвіля, що була акредитована Американським альянсом музеїв.
1999 року музей придбав своє постійне місце, — історичну телеграфну будівлю Western Union на Хеммінг-плаза, що примикає до нещодавно відремонтованої мерії Джексонвіля, й отримав найменування Джексонвільський музей модернового мистецтва (Jacksonville Museum of Modern Art; JMOMA). У 2000 році фасад будівлі був відновлений у первісному стилі арт-деко. Інтер'єр було повністю відреставровано для розміщення галерей музею, навчального простору, театру-аудиторії, музейного магазину та кафе Nola. Загальна площа 6-типоверхової будівлі склала 5600 м2. Будівля відкрилась у 2003 році. Після переїзду у Даунтаун Джексонвіля музей почав стрімко зростати у розмірі колекції та членства.
Університет Північної Флориди придбав музей у 2009 році, як культурну установу університету.

## Колекція
Музей переважно використовується для мандрівних виставок. Постійна колекція нараховує біля 1000 предметів понад 500 митців, зокрема живопис, фотографії, видруки, скульптури, роботи на папері та нові мистецькі носії.
Музей зосереджено на колекціонуванні витонченого мистецтва після 1960 року. Такий напрям на сучасне мистецтво було закріплено у 2006 році у зміні назві на сучасну — Музей сучасного мистецтва Джексонвіля.
У галереях постійної колекції представлено сучасні мистецькі роботи: Ганса Хофмана, Джоани Мітчелл, Джеймса Розенквіста, Еди Пашке та інших сучасних майстрів.
На 3-му поверсі розміщуються виставки, що обертаються приблизно кожні чотири місяці.